# Nationaal-Liberale Partij (Roemenië)
De Nationaal-Liberale Partij (Roemeens: Partidul Național Liberal) is een Roemeense politieke partij. De PNL is naast de Sociaaldemocratische Partij (PSD) en de Democratisch-Liberale Partij (PD-L) de derde grootste partij in het Roemeense parlement.
Bij de parlementsverkiezingen van 2008 raakte de PNL in de oppositie nadat ze vier jaar lang de regering had gevormd binnen de Alliantie van Recht en Waarheid (DA). Nadat in 2009 Crin Antonescu tot president van de partij werd verkozen, ging men een alliantie aan met achtereenvolgens de Conservatieve Partij (PC) en de Sociaaldemocratische Partij (PSD) onder de naam Sociaal-Liberale Unie (Uniunea Social Liberală (USL)). Na de val van het kabinet Boc II in 2012 had deze alliantie een parlementaire meerderheid en droeg de PNL mede regeringsverantwoordelijkheid onder premier Victor Ponta (PSD). In 2014 stapte de PNL uit de regering en fuseerde zij met wat overgebleven was van de PDL.

## Geschiedenis

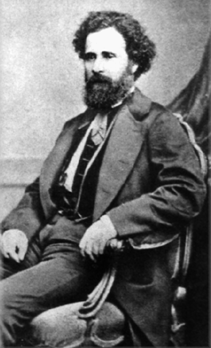
Ion Constantin Brătianu

De Nationaal-Liberale Partij is de oudste partij van Roemenië en werd op 24 mei 1875 opgericht in Boekarest. Reeds voor die tijd bestond er al een krachtige liberale fractie in het parlement. De nieuwe partij kwam onder leiding te staan van Ion Constantin Brătianu, een bojaar en premier van Roemenië in 1868. De partij kreeg veel aanhang onder handelaars, industriëlen, stedelijke middenklasse, alsook veel grootgrondbezitters. De partij steunde vanaf het begin van haar bestaan de industrialisatie. Hoewel niet afwijzend tegenover buitenlands kapitaal, zette men zich vooral voor het creëren van een eigen, Roemeense kapitaalkrachtige klasse. In haar beginjaren zette de PNL zich in voor gelijke burgerrechten voor Moslims en Joden, iets wat weerstand opriep onder een deel van de bevolking. Gedurende de negentiende, en het begin van de twintigste eeuw, bestond er grote rivaliteit tussen de in 1880 opgerichte Conservatieve Partij en de Nationaal-Liberale Partij. Afwisselend waren de conservatieven en liberalen aan de macht.
Na de eeuwwisseling streefde de PNL ook de invoering van een democratisch gekleurde grondwet in (De partij was echter tegen democratie in de moderne zin van het woord). Door de Roemeense Boerenopstand van 1907 verzwakte de Conservatieve Partij danig, de Nationaal-Liberalen wisten zich te handhaven, door enigszins tegemoet te komen aan de eis van de boeren, namelijk het breken van de macht van de verpachters. De liberale regeringen die na 1907 aan de macht waren voerden verdeelden wat land onder de boeren en drongen er bij de bojaren op aan wat meer zorg te dragen voor hun landerijen.
In de aanloop naar de Eerste Wereldoorlog was Ion I.C. Brătianu premier. Hij was de zoon van Ion Constantin Brătianu en tevens voorzitter (sinds 1909) van de PNL. De PNL, waarvan veel leden pro-Frans waren, wilde aan de zijde van de Entente deelnemen aan de Eerste Wereldoorlog om zo Transsylvanië te veroveren. De koning, Ferdinand I en Brătianu wilden echter wachten met deelname tot op gunstig moment. In 1916 vonden koning en premier de tijd rijp en Roemenië deed zijn intrede in de oorlog. De oorlog verliep aanvankelijk niet zoals verwacht en begin 1918 sloot Roemenië een afzonderlijke vrede met de centrale mogendheden (Duitsland, Oostenrijk-Hongarije etc.), maar in oktober wist het Franse leger onder generaal François Franchet d'Esperey de legers van de centrale mogendheden uit Roemenië te verdrijven. In 1919 werden Roemenië en Transsylvanië (Zevenburgen) met elkaar verenigd tot het Koninkrijk Groot-Roemenië. Het belangrijkste oorlogsdoel van de PNL was hiermee bereikt. De Conservatieve Partij, die zich verzet had tegen deelname aan de oorlog aan de zijde der Entente, verdween van het politieke toneel.

### Afscheidingen
Ion I.C. Brătianu bleef tot zijn dood in 1927 de onbetwiste leider van de PNL. Daarna begon een periode van problemen voor de partij. Ten eerste was er de opkomst van de Nationale Boerenpartij (PNT) en ten tweede waren er de interne partijtwisten. In 1929 scheidde een groep onder Ion Florescu zich van de PNL af en nam de naam "Vrije Mens" aan. In 1930 scheidde een groep onder Gheorghe Brătianu zich van de PNL af en nam de naam PNL - Gheorghe I. Brătianu aan. Deze afsplitsing van de PNL verkreeg steun van professoren, intellectuelen en de middenklasse en was zeer monarchistisch. In 1931 vond er nog een afscheiding plaats, de Liberaal-Democratische Partij. In 1938 ging de PNL - Gheorghe I. Brătianu weer op in de PNL.
Nadat in 1930 prins Carol koning van Roemenië was geworden onder de naam Carol II van Roemenië. Koning Carol II lag regelmatig overhoop met Iuliu Maniu van de Nationale Boerenpartij, die regelmatig premier was, en gaf openlijk blijk van zijn voorkeur voor de PNL. Gheorghe Tătărescu, een vertrouweling van de koning, was 1934 tot 1937 premier. Na de instelling van de koninklijke dictatuur in 1938 werden alle partijen verboden en werd het Front voor Nationale Renaissance (FRN) opgericht als eenheidspartij. Constantin I.C. Brătianu, de voorzitter van de PNL, protesteerde tegen het verbod op politieke partijen, maar ondernam verder geen acties. Enkele invloedrijke politici van de PNL, waaronder Tătărescu stapten over naar het FRN.

## PNL opgeheven
Constantin I.C. Brătianu hielp in september 1940 maarschalk Ion Antonescu aan de macht komen, maar zag al gauw in dat dit een grote fout was. Tijdens de fascistische dictatuur, die van 1940 tot 1944 duurde koos Roemenië de zijde van de asmogendheden. In juni 1944 sloot de PNL zich aan bij het door de communisten gedomineerde antifascistische Nationaal Democratisch Blok. In 1944 pleegde koning Michael I met hulp van antifascistische krachten, w.o. de PNL, de macht en zette Antonescu af. Er werd een regering gevormd waarin, naast liberalen en nationale boeren, ook communisten zitting hadden. In september 1944 traden zowel de PNL en de PNT uit het Nationaal Democratisch Blok uit onvrede over de macht van de Roemeense Communistische Partij (RCP). Zowel de PNL en de PNT vochten voor de terugkeer van de democratie, maar slaagde hier niet in. In 1947 werd de Roemeense Volksrepubliek uitgeroepen en werden de activiteiten van de niet-communistische partijen gestaakt.

## Heroprichting van de PNL
In december 1989 werd de PNL opnieuw opgericht. Radu Câmpeanu werd in 1990 tot voorzitter van de PNL gekozen. De partij maakte deel uit van het kabinet Stolojan. Daarna was het onderdeel van de Roemeense Democratische Conventie (1992-2000), en hierdoor onderdeel van de kabinetten Ciorbea, Dejeu, Vasile, Athanasiu en Isărescu. Op advies van Valeriu Stoica, oud-voorzitter van de PNL, werd in september 2003 de Alliantie van Recht en Waarheid (DA), een alliantie die naast de PNL ook uit de centrum gerichte Democratische Partij (PD) bestond.
Bij de parlementsverkiezingen van 28 november 2004 werd de DA tweede, vlak achter door de sociaaldemocraten gedomineerde Nationale Unie PSD + PUR (Sociaaldemocratische Partij en Humanistische Partij van Roemenië [conservatieven]). Toen de tweede ronde presidentsverkiezingen van 13 december 2004 verrassend gewonnen door DA-kandidaat Traian Băsescu, die Adrian Năstase van de Nationale Unie versloeg. Hierop verliet de PUR de Nationale Unie om zich bij de DA aan te sluiten. Op 29 december 2004 werd er een kabinet gepresenteerd onder Călin Popescu-Tăriceanu (PNL) bestaande uit de PNL, PD de PUR en de Democratische Unie van Hongaren in Roemenië (UDMR).
In oktober 2006 verliet een groep onder oud-voorzitter Theodor Stolojan en vormden de Liberaal-Democratische Partij (Partidul Liberal Democrat). Reden tot de oprichting waren de slechte verhoudingen tussen de PNL en de PD, maar ook ontevredenheid over het leiderschap van Popescu-Tăriceanu speelde een rol. Toen de Popescu-Tăriceanu vervolgens alle PD ministers uit zijn kabinet ontsloeg hield de alliantie als DA op te bestaan. De minderheidsregering werd voor de resterende tijd stilzwijgend gedoogd door oppositiepartij PSD tot aan de verkiezingen in 2008. Bij deze verkiezingen verloor de PNL flink op de pas gevormde PDL. En nadat ze ook de presidentsverkiezingen hadden verloren raakte de PNL in de oppositie. In 2009 werd Crin Antonescu verkozen tot partijvoorzitter. In januari 2011 ging de PNL een alliantie aan met de Conservatieve Partij onder de naam Centrum-Rechtse Alliantie (Alianţa de Centru Dreapta (ACD)) (Maar in de communicatie naar buiten toe presenteert men zich als PNL-PC), om vervolgens samen een maand later een alliantie aan te gaan met de PSD onder de naam Sociaal-Liberale Unie (Uniunea Social Liberală (USL)). Na de val van het tweede kabinet Boc II in 2012 en de toetreding van enkele leden van de PDL tot de oppositie behaalde de USL de meerderheid en kreeg deze regeringsmacht. De voorzitter van de senaat vervangen door PNL leider Crin Antonescu. Hierna werd er een afzettingsprocedure ingesteld tegen PDL president Traian Băsescu, totdat bekend werd dat de president dit referendum had overleefd was Crin Antonescu tevens interim-president. In 2014 stapt de PNL uit de alliantie USL. De PNL vond dat haar machtspositie binnen de alliantie werd ondermijnd door acties van de PSD die ook andere allianties aanging in aanloop naar de Europese verkiezingen (Sociaal Democratische Unie). Daarnaast raakte Antonescu en Ponta het niet eens over de aanstelling van Klaus Iohannis als vice-premier. Antonescu trad af als voorzitter van de senaat en werd hierin vervangen door Călin Popescu-Tăriceanu die juist net uit de partij was getreden uit onvrede over de gang van zaken én zijn eigen partij (Hervormde Liberale Partij) oprichtte waar zich enkele leden van PNL zich bij aansloten.
Na een tegenvallende uitslag bij de Europese verkiezingen in 2014, waarbij de PNL slechts 15% van de stemmen wist te behalen, stapte Crin Antonescu op als partijvoorzitter. Klaus Johannis, voormalig vicevoorzitter volgde hem op als interim voorzitter. Daarop begonnen onderhandelingen over een fusie met de PDL. In de tussentijd werkten beide partijen samen onder de naam Christelijk Liberale Alliantie (ACL - Alianţei Creştin Liberale). Op 11 augustus werd Klaus Johannis door deze alliantie voor gedragen als de kandidaat voor de presidentsverkiezingen van 2014. Catalin Predoiu werd daarbij voorgedragen als kandidaat voor het premierschap. Direct nadat Johannis de presidentsverkiezingen had gewonnen werd de ACL opgeheven en kwam de fusie tussen PNL en PDL tot stand. De partijnaam bleef PNL. In december werden Alina Gorghiu en Vasile Blaga (ex-PDL) gekozen tot gedeelde voorzitters van de partij. In september 2016 stapte Vasile Blaga op als gedeeld partijvoorzitter nadat er een corruptie onderzoek naar hem werd gestart. Enkele maanden later stapte ook Alina Gorghiu op na tegenvallende verkiezingsuitslagen in zowel de lokale verkiezingen van 5 juni als de nationale verkiezingen van 11 december. Haar taak werd tijdelijk overgenomen door Raluca Turcan, senator namens Sibiu totdat op 17 juni 2017 Ludovic Orban tot voorzitter werd verkozen.

## Ideologie
De PNL is een conservatief-liberale partij die de doctrine van het economisch liberalisme aanhangt. De partij is voorstander van een vrije markteconomie (dit blijkt onder andere aan de invoering van de Vlaktaks door de huidige regering) en de privatisering van de staatsbedrijven. Binnen Europa sloot de PNL zich in eerste instantie aan bij de Liberale fractie ALDE, maar na de Europese verkiezingen van 2014 besloot men zich aan te sluiten bij de EVP om zodoende meer gewicht te geven aan de EVP kandidaat voor het hoofd van de Europese Commissie ten koste van de Socialistische kandidaat. Europarlementariër Norica Nicolai bleef lid van ALDE, Renate Weber besloot enkele maanden later alsnog terug te keren naar ALDE. Beide zijn inmiddels uit de partij gezet maar blijven Europarlementariër.
In morale en religieuze kwesties neemt de PNL meestal een neutraal standpunt in.

## Voorzitters
- Radu Câmpeanu - 1990–1993
- Mircea Ionescu-Quintus - 1993–2001
- Valeriu Stoica - 2001–2002
- Todor Stolojan - 2002–2004
- Călin Popescu-Tăriceanu - 2004–2009
- Crin Antonescu - 2009–2014
- Klaus Iohannis - 2014
- Alina Gorghiu & Vasile Blaga - 2014–2016
- Alina Gorghiu - 2016
- Raluca Turcan - 2016–2017
- Ludovic Orban - 2017–2021
- Florin Cîțu - 2021–heden

## VerkiezingsuitslagenKamer van Afgevaardigden1990-heden
| Zetelverdeling 1990-heden |
| ------------------------- |
| 1990: 29                  |
| 1992: ?                   |
| 1996: ?                   |
| 2000: 30                  |
| 2004: 64                  |
| 2008: 65                  |

## Verwijzingen
1. ↑  De landheren, bojaren genoemd, woonden in de steden en lieten het beheer van hun uitgebreide bezittingen over aan rentmeesters. De rentmeesters traden vaak hard op tegen de boeren die het land moesten bewerken.
2. ↑  Geen lid van de PNL, maar van de PD.
3. ↑  (ro) Vasile Blaga: ACL nu mai EXISTĂ!. evz.ro (17 november 2014). Geraadpleegd op 17 april 2015.
4. ↑  business-review.eu - PNL head Alina Gorghiu steps down after crushing elections defeat 12 december 2016
5. ↑  The Sofia Globe - Romania opposition leader resigns after European Parliament election (26 mei 2014)
6. ↑  aldeparty.eu, Romanian MEP Norica Nicolai has re-joined ALDE Group